# Choe Gyeong-hui
Choe Gyeong-hui (최경희?; Seul, 25 febbraio 1966) è un'ex cestista sudcoreana.

## Carriera
Con la Corea del Sud ha disputato due Olimpiadi (1984, 1988) e due Campionati del mondo (1986, 1990).